# Naomi Hirahara
Pour les articles homonymes, voir Hirahara.
Naomi Hirahara, née le 12 mai 1962 à Pasadena, en Californie, aux États-Unis, est une femme de lettres américaine, auteure de roman policier.

## Biographie
Elle fait des études à l'université Stanford, où elle obtient un baccalauréat en relations internationales en 1983. Elle poursuit ses études supérieures au Inter-University Center for Japanese Language Studies (en) de Tokyo. Elle travaille un temps dans le milieu de la presse et des relations publiques, avant d'enseigner l'écriture créative.
En 2006, elle publie Snakeskin Shamisen pour lequel elle est lauréate du prix Edgar-Allan-Poe 2007 du meilleur livre de poche original. C'est le troisième volume d'une série consacrée à Mas Arai, survivant d'Hiroshima, jardinier à Los Angeles et détective amateur.

## Œuvre

### Romans

#### SérieMas Arai
- Summer of the Big Bachi (2004) Publié en français sous le titre La Malédiction d'un jardinier kibei, Paris, Éditions de l'Aube, coll. « L'Aube noire » (2015)  (ISBN 978-2-8159-1241-9)
- Gasa-Gasa Girl (2005) Publié en français sous le titre Gasa-Gasa Girl, trad. de Benoîte Dauvergne, Paris, Éditions de l'Aube, coll. « L'Aube noire » (2017)  (ISBN 978-2-8159-2594-5)
- Snakeskin Shamisen (2006) Publié en français sous le titre Le Shamisen en peau de serpent, trad. de Benoîte Dauvergne, Paris, Éditions de l'Aube, coll. « L'Aube noire » (2017)  (ISBN 978-2-8159-1410-9)
- Blood Hina (2010)
- Strawberry Yellow (2013)
- Sayonara Slam (2016)

#### SérieEllie Rush
- Murder on Bamboo Lane (2014)
- Grave on Grand Avenue (2015)

#### SérieLeilana Santiago
- Iced in Paradise (2019)

#### SérieJapantown
- Clark and Division (2021)Publié en français sous le titre Ma sœur est morte à Chicago, trad. de Pascale Haas, Paris, 10/18 (2015)  (ISBN 978-2-264-08017-2)
- Evergreen (2023)

#### Autre roman
- 1001 Cranes (2008)

### Recueils de nouvelles
- Shaken: Stories for Japan (2011) (recueil collectif en collaboration avec Brett Battles, Cara Black, Dale Furutani, Timothy Hallinan, I. J. Parker, Wendy Hornsby, Debbi Mack, Gary Philips et C.J. West
- Die, Lover, Die! (2012) (recueil collectif en collaboration avec Max Allan Collins, Bill Crider, Lee Goldberg, Joel Goldman, Ed Gorman, Vicki Hendricks, Paul Levine, Harry Shannon et Dave Zeltserman)

### Autres ouvrages
- Distinguished Asian American Business Leaders (2003)
- Writing Crime Fiction (2012) (coécrit avec Max Allan Collins, Stephen Gallagher, Lee Goldberg, Joel Goldman, Ed Gorman, Libby Fischer Hellmann, Vicki Hendricks, Paul J. Levine et Dave Zeltserman)

## Prix et distinctions

### Prix
- Prix Edgar-Allan-Poe 2007 du meilleur livre de poche original pour Snakeskin Shamisen[1],[2]
- Prix Lefty 2022 du meilleur roman historique pour Clark and Division[3]
- Prix Mary Higgins Clark 2022 pour Clark and Division[2]
- Prix Sue Feder 2022 du meilleur roman policier historique pour Clark and Division[4]
- Prix Lefty 2024 du meilleur roman historique pour Evergreen[3]

### Nominations
- Prix Macavity 2005 du meilleur premier roman pour Summer of the Big Bachi[4]
- Prix Anthony 2007 du meilleur livre de poche original pour Snakeskin Shamisen[5]
- Prix Edgar-Allan-Poe 2019 du meilleur livre de poche original pour Hiroshima Boy[2]
- Prix Anthony 2019 du meilleur livre de poche original pour Hiroshima Boy[5]
- Prix Macavity 2019 du meilleur roman pour Hiroshima Boy[4]
- Prix Agatha 2021 du meilleur roman historique pour Clark and Division[6]
- Prix Barry 2022 du meilleur roman pour Clark and Division[7]
- Prix Anthony 2019 du meilleur roman pour Clark and Division[5]